# I Do, I Do, I Do
I Do, I Do, I Do là một bộ phim truyền hình hài lãng mạn Mỹ-Canada năm 2015 của đạo diễn Ron Oliver và do Autumn Reeser thủ vai chính. Phim khởi chiếu trên kênh Hallmark vào ngày 6 tháng 2 năm 2015.

## Nội dung
Sau khi lễ cưới của cô trở thành thảm họa, một cô dâu trẻ sẽ có cơ hội hồi tưởng lại ngày này nhiều lần cho đến khi cô ấy làm đúng. Trong quá trình này, cô sẽ tìm hiểu về bản thân nhiều hơn những gì cô ấy có thể tưởng tượng.

## Diễn viên
- Autumn Reeser trong vai Jaclyn Palmer
- Shawn Roberts trong vai Max Lorenzo
- Antonio Cupo trong vai Tiến sĩ Peter Lorenzo
- Ali Liebert trong vai Kate
- Nelson Wong trong vai Gerry